# Lekeitio
Lekeitio és un municipi de la província de Biscaia, País Basc, pertanyent a la comarca de Lea-Artibai. Limita al nord amb Ispaster i a l'est amb Mendexa.

## Eleccions municipals 2007
Cinc van ser els partits que van presentar llista a les eleccions a l'ajuntament en el municipi; EAJ-PNB, EA, PSE-EE, PP i EB-ARALAR. Qui no va estar present va ser l'esquerra abertzale, ja que la candidatura de EAE-ANV va ser il·legalitzada prèviament. Aquests van ser els resultats: 
- Eusko Alderdi Jeltzalea - Partit Nacionalista Basc : 1674 vots (9 escons)
- Eusko Alkartasuna: 826 vots (4 escons)
- Ezker Batua - Aralar: 124 vots (0 escons)
- Partit Socialista d'Euskadi - Euskadiko Ezkerra: 52 vots (0 escons)
- Partit Popular: 52 vots (0 escons)

Aquests resultats van donar com guanyador a l'actual alcalde de la ciutat José María Cazalis Eiguren, de EAJ-PNB, amb majoria absoluta. Destacar el gran suport a la candidatura il·legalitzada de l'esquerra abertzale EAE-ANV, sent el vot nul de 1560 vots, superant totes les candidatures excepte la de EAJ-PNB. Ni EB-ARALAR, ni PSE-EE ni PP van assolir cap representació a l'ajuntament.

## Persones il·lustres
- Resurrección María Azkue (1864-1951): filòleg, musicòleg i sacerdot. President de l'Euskaltzaindia i membre de la Reial Acadèmia Espanyola.
- Pedro Bernardo Villarreal de Berriz (1669 - 1740), enginyer.
- Juan Maria Altuna (1828 - 1868), músic. Nascut a Durango. Col·laborà amb Iparraguirre en la composició del Gernikako Arbola.
- Eusebio Maria Azkue (1813 - 1873), professor i poeta.
- Eusebio Erkiaga (1912 - 1993), poeta i literat.
- Santiago Brouard (1919 - 1984), polític.
- Rufo Atxurra (1911 - 2002), fotògraf i documentalista.
- Isidro Salinas Gaminde (1915 - 2001), metge.